# Sarcophaga castellana
Sarcophaga castellana är en tvåvingeart som beskrevs av Zumpt 1972. Sarcophaga castellana ingår i släktet Sarcophaga och familjen köttflugor. Inga underarter finns listade i Catalogue of Life.